# Ivory Tower
Ivory Tower – francuski producent gier komputerowych z siedzibą w Villeurbanne. Przedsiębiorstwo zostało założone przez trzech byłych pracowników Eden Games we wrześniu 2007 roku i przejęte przez Ubisoft w październiku 2015 roku. Ivory Tower jest twórcą gier z serii The Crew, w skład której wchodzą The Crew (2014), The Crew 2 (2018) i The Crew Motorfest (2023).

## Historia
Przedsiębiorstwo Ivory Tower zostało założone w Lyonie we wrześniu 2007 roku przez Ahmeda Boukhelifę, Stéphane Beleya i Emmanuela Oualida. Wszyscy trzej założyciele byli wcześniej pracownikami Eden Games. Pierwsza gra studia, The Crew, została zaprezentowana w czerwcu 2013 roku na targach E3 i wydana przez Ubisoft na platformy Microsoft Windows, PlayStation 4, Xbox 360 i Xbox One w grudniu 2014 roku. 5 października 2015 roku, Ubisoft ogłosił, że nabył Ivory Tower za nieujawnioną sumę. W tym czasie studio zatrudniało 100 pracowników. Druga gra Ivory Tower, The Crew 2, została zaprezentowana przez Ubisoft w czerwcu 2017 roku i wydana na platformy Microsoft Windows, PlayStation 4, Xbox One w czerwcu 2018 roku.

## Wyprodukowane gry
| Rok  | Tytuł              | Platformy                                                                  |
| ---- | ------------------ | -------------------------------------------------------------------------- |
| 2014 | The Crew           | Microsoft Windows, PlayStation 4, Xbox 360, Xbox One                       |
| 2018 | The Crew 2         | Microsoft Windows, PlayStation 4, Xbox One                                 |
| 2023 | The Crew Motorfest | Microsoft Windows, PlayStation 4, Playstation 5, Xbox One, Xbox Series X/S |